# 小行星列表/121101-121200
| 名稱                       | 臨時編號   | 發現日期      | 發現地點   | 發現者                         |
| -------------------------- | ---------- | ------------- | ---------- | ------------------------------ |
| 小行星121101               | 1999 FA63  | 1999年3月22日 | 可可尼诺县 | 洛厄尔天文台近地小行星搜寻计划 |
| 小行星121102               | 1999 FE63  | 1999年3月20日 | 可可尼诺县 | 洛厄尔天文台近地小行星搜寻计划 |
| 小行星121103Ericneilsen    | 1999 FX73  | 1999年3月20日 | 阿帕契點   | 史隆數位巡天                   |
| 小行星121104               | 1999 GQ    | 1999年4月5日  | 伊斯特拉   | K. Korlević                    |
| 小行星121105               | 1999 GL1   | 1999年4月7日  | 大泉天文台 | 小林隆男                       |
| 小行星121106               | 1999 GW1   | 1999年4月6日  | 基特峰     | 太空监视                       |
| 小行星121107               | 1999 GF5   | 1999年4月3日  | 兴隆       | 北京天文台施密特CCD小行星计划  |
| 小行星121108               | 1999 GA7   | 1999年4月15日 | 索科罗     | 林肯近地小行星研究小组         |
| 小行星121109               | 1999 GV7   | 1999年4月9日  | 可可尼诺县 | 洛厄尔天文台近地小行星搜寻计划 |
| 小行星121110               | 1999 GO12  | 1999年4月12日 | 基特峰     | 太空监视                       |
| 小行星121111               | 1999 GD16  | 1999年4月9日  | 索科罗     | 林肯近地小行星研究小组         |
| 小行星121112               | 1999 GG25  | 1999年4月6日  | 索科罗     | 林肯近地小行星研究小组         |
| 小行星121113               | 1999 GM25  | 1999年4月6日  | 索科罗     | 林肯近地小行星研究小组         |
| 小行星121114               | 1999 GD28  | 1999年4月7日  | 索科罗     | 林肯近地小行星研究小组         |
| 小行星121115               | 1999 GO31  | 1999年4月7日  | 索科罗     | 林肯近地小行星研究小组         |
| 小行星121116               | 1999 GH42  | 1999年4月12日 | 索科罗     | 林肯近地小行星研究小组         |
| 小行星121117               | 1999 GE56  | 1999年4月9日  | 基特峰     | 太空监视                       |
| 小行星121118               | 1999 GK58  | 1999年4月7日  | 索科罗     | 林肯近地小行星研究小组         |
| 小行星121119               | 1999 GZ58  | 1999年4月12日 | 索科罗     | 林肯近地小行星研究小组         |
| 小行星121120               | 1999 GQ59  | 1999年4月12日 | 索科罗     | 林肯近地小行星研究小组         |
| 小行星121121Koyoharugotoge | 1999 HJ3   | 1999年4月19日 | 图森       | R. A. Tucker                   |
| 小行星121122               | 1999 HW3   | 1999年4月21日 | 武麦拉     | F. B. Zoltowski                |
| 小行星121123               | 1999 HK4   | 1999年4月16日 | 基特峰     | 太空监视                       |
| 小行星121124               | 1999 HZ8   | 1999年4月17日 | 索科罗     | 林肯近地小行星研究小组         |
| 小行星121125               | 1999 HW9   | 1999年4月17日 | 索科罗     | 林肯近地小行星研究小组         |
| 小行星121126               | 1999 JO2   | 1999年5月8日  | 卡特林那   | 卡特林那巡天系统               |
| 小行星121127               | 1999 JF3   | 1999年5月8日  | 芦苇溪     | 约翰·布劳顿                    |
| 小行星121128               | 1999 JO3   | 1999年5月6日  | 索科罗     | 林肯近地小行星研究小组         |
| 小行星121129               | 1999 JV4   | 1999年5月10日 | 索科罗     | 林肯近地小行星研究小组         |
| 小行星121130               | 1999 JB5   | 1999年5月10日 | 索科罗     | 林肯近地小行星研究小组         |
| 小行星121131               | 1999 JE9   | 1999年5月7日  | 卡特林那   | 卡特林那巡天系统               |
| 小行星121132Garydavis      | 1999 JB10  | 1999年5月8日  | 卡特林那   | 卡特林那巡天系统               |
| 小行星121133Kenflurchick   | 1999 JN14  | 1999年5月15日 | 图森       | R. A. Tucker                   |
| 小行星121134               | 1999 JT16  | 1999年5月15日 | 基特峰     | 太空监视                       |
| 小行星121135               | 1999 JJ26  | 1999年5月10日 | 索科罗     | 林肯近地小行星研究小组         |
| 小行星121136               | 1999 JJ27  | 1999年5月10日 | 索科罗     | 林肯近地小行星研究小组         |
| 小行星121137               | 1999 JV32  | 1999年5月10日 | 索科罗     | 林肯近地小行星研究小组         |
| 小行星121138               | 1999 JB33  | 1999年5月10日 | 索科罗     | 林肯近地小行星研究小组         |
| 小行星121139               | 1999 JF34  | 1999年5月10日 | 索科罗     | 林肯近地小行星研究小组         |
| 小行星121140               | 1999 JZ39  | 1999年5月10日 | 索科罗     | 林肯近地小行星研究小组         |
| 小行星121141               | 1999 JE40  | 1999年5月10日 | 索科罗     | 林肯近地小行星研究小组         |
| 小行星121142               | 1999 JQ40  | 1999年5月10日 | 索科罗     | 林肯近地小行星研究小组         |
| 小行星121143               | 1999 JX44  | 1999年5月10日 | 索科罗     | 林肯近地小行星研究小组         |
| 小行星121144               | 1999 JP45  | 1999年5月10日 | 索科罗     | 林肯近地小行星研究小组         |
| 小行星121145               | 1999 JT59  | 1999年5月10日 | 索科罗     | 林肯近地小行星研究小组         |
| 小行星121146               | 1999 JT67  | 1999年5月12日 | 索科罗     | 林肯近地小行星研究小组         |
| 小行星121147               | 1999 JK69  | 1999年5月12日 | 索科罗     | 林肯近地小行星研究小组         |
| 小行星121148               | 1999 JC71  | 1999年5月12日 | 索科罗     | 林肯近地小行星研究小组         |
| 小行星121149               | 1999 JQ72  | 1999年5月12日 | 索科罗     | 林肯近地小行星研究小组         |
| 小行星121150               | 1999 JV72  | 1999年5月12日 | 索科罗     | 林肯近地小行星研究小组         |
| 小行星121151               | 1999 JH74  | 1999年5月12日 | 索科罗     | 林肯近地小行星研究小组         |
| 小行星121152               | 1999 JU82  | 1999年5月12日 | 索科罗     | 林肯近地小行星研究小组         |
| 小行星121153               | 1999 JQ88  | 1999年5月14日 | 索科罗     | 林肯近地小行星研究小组         |
| 小行星121154               | 1999 JU90  | 1999年5月12日 | 索科罗     | 林肯近地小行星研究小组         |
| 小行星121155               | 1999 JH95  | 1999年5月12日 | 索科罗     | 林肯近地小行星研究小组         |
| 小行星121156               | 1999 JJ96  | 1999年5月12日 | 索科罗     | 林肯近地小行星研究小组         |
| 小行星121157               | 1999 JT97  | 1999年5月12日 | 索科罗     | 林肯近地小行星研究小组         |
| 小行星121158               | 1999 JH98  | 1999年5月12日 | 索科罗     | 林肯近地小行星研究小组         |
| 小行星121159               | 1999 JJ100 | 1999年5月12日 | 索科罗     | 林肯近地小行星研究小组         |
| 小行星121160               | 1999 JL102 | 1999年5月13日 | 索科罗     | 林肯近地小行星研究小组         |
| 小行星121161               | 1999 JG111 | 1999年5月13日 | 索科罗     | 林肯近地小行星研究小组         |
| 小行星121162               | 1999 JY113 | 1999年5月13日 | 索科罗     | 林肯近地小行星研究小组         |
| 小行星121163               | 1999 JM118 | 1999年5月13日 | 索科罗     | 林肯近地小行星研究小组         |
| 小行星121164               | 1999 JO118 | 1999年5月13日 | 索科罗     | 林肯近地小行星研究小组         |
| 小行星121165               | 1999 JU120 | 1999年5月13日 | 索科罗     | 林肯近地小行星研究小组         |
| 小行星121166               | 1999 JC125 | 1999年5月10日 | 索科罗     | 林肯近地小行星研究小组         |
| 小行星121167               | 1999 JE135 | 1999年5月12日 | 索科罗     | 林肯近地小行星研究小组         |
| 小行星121168               | 1999 KS1   | 1999年5月16日 | 基特峰     | 太空监视                       |
| 小行星121169               | 1999 KA2   | 1999年5月16日 | 基特峰     | 太空监视                       |
| 小行星121170               | 1999 KG7   | 1999年5月17日 | 索科罗     | 林肯近地小行星研究小组         |
| 小行星121171               | 1999 KE9   | 1999年5月18日 | 索科罗     | 林肯近地小行星研究小组         |
| 小行星121172               | 1999 KZ11  | 1999年5月18日 | 索科罗     | 林肯近地小行星研究小组         |
| 小行星121173               | 1999 KE13  | 1999年5月18日 | 索科罗     | 林肯近地小行星研究小组         |
| 小行星121174               | 1999 KK14  | 1999年5月18日 | 索科罗     | 林肯近地小行星研究小组         |
| 小行星121175               | 1999 KU15  | 1999年5月18日 | 索科罗     | 林肯近地小行星研究小组         |
| 小行星121176               | 1999 LH5   | 1999年6月11日 | 索科罗     | 林肯近地小行星研究小组         |
| 小行星121177               | 1999 LV6   | 1999年6月7日  | 基特峰     | 太空监视                       |
| 小行星121178               | 1999 LS8   | 1999年6月8日  | 索科罗     | 林肯近地小行星研究小组         |
| 小行星121179               | 1999 LX14  | 1999年6月10日 | 索科罗     | 林肯近地小行星研究小组         |
| 小行星121180               | 1999 LX15  | 1999年6月12日 | 索科罗     | 林肯近地小行星研究小组         |
| 小行星121181               | 1999 LC25  | 1999年6月9日  | 索科罗     | 林肯近地小行星研究小组         |
| 小行星121182               | 1999 LQ31  | 1999年6月11日 | 基特峰     | 太空监视                       |
| 小行星121183               | 1999 LT36  | 1999年6月7日  | 可可尼诺县 | 洛厄尔天文台近地小行星搜寻计划 |
| 小行星121184               | 1999 NH    | 1999年7月5日  | 肖尼县     | G. Bell、G. Hug                |
| 小行星121185               | 1999 NP    | 1999年7月7日  | 芦苇溪     | 约翰·布劳顿                    |
| 小行星121186               | 1999 NR1   | 1999年7月12日 | 索科罗     | 林肯近地小行星研究小组         |
| 小行星121187               | 1999 NJ13  | 1999年7月14日 | 索科罗     | 林肯近地小行星研究小组         |
| 小行星121188               | 1999 NR17  | 1999年7月14日 | 索科罗     | 林肯近地小行星研究小组         |
| 小行星121189               | 1999 NE19  | 1999年7月14日 | 索科罗     | 林肯近地小行星研究小组         |
| 小行星121190               | 1999 NP19  | 1999年7月14日 | 索科罗     | 林肯近地小行星研究小组         |
| 小行星121191               | 1999 NT19  | 1999年7月14日 | 索科罗     | 林肯近地小行星研究小组         |
| 小行星121192               | 1999 NC22  | 1999年7月14日 | 索科罗     | 林肯近地小行星研究小组         |
| 小行星121193               | 1999 NK22  | 1999年7月14日 | 索科罗     | 林肯近地小行星研究小组         |
| 小行星121194               | 1999 NQ26  | 1999年7月14日 | 索科罗     | 林肯近地小行星研究小组         |
| 小行星121195               | 1999 NY29  | 1999年7月14日 | 索科罗     | 林肯近地小行星研究小组         |
| 小行星121196               | 1999 NY31  | 1999年7月14日 | 索科罗     | 林肯近地小行星研究小组         |
| 小行星121197               | 1999 NB33  | 1999年7月14日 | 索科罗     | 林肯近地小行星研究小组         |
| 小行星121198               | 1999 NB35  | 1999年7月14日 | 索科罗     | 林肯近地小行星研究小组         |
| 小行星121199               | 1999 NC38  | 1999年7月14日 | 索科罗     | 林肯近地小行星研究小组         |
| 小行星121200               | 1999 NK38  | 1999年7月14日 | 索科罗     | 林肯近地小行星研究小组         |